# Samuel Kunz
Samuel Kunz (* August 1921 in Russland; † 18. November 2010 in Wachtberg) war ein russlanddeutscher Wachmann im Vernichtungslager Belzec und mutmaßlicher NS-Kriegsverbrecher.

## Leben
Samuel Kunz, gebürtiger Wolgadeutscher, wurde im SS-Ausbildungslager Trawniki ausgebildet und war von Januar 1942 bis Juli 1943 Wachmann im Vernichtungslager Belzec. Er lebte nach Ende des Zweiten Weltkrieges in Deutschland, arbeitete als Handwerker für das Bonner Bundesbauministerium und erhielt die deutsche Staatsbürgerschaft.
Kunz soll Beihilfe zum Mord an 430.000 Menschen geleistet haben. Er hatte in mehreren Vernehmungen seine Vergangenheit als SS-Mann zugegeben, aber bestritten, an Einzelerschießungen beteiligt gewesen zu sein. Er wurde an dritter Stelle der meistgesuchten NS-Kriegsverbrecher weltweit des Simon-Wiesenthal-Centers geführt. Er starb kurz vor Prozessauftakt am Landgericht Bonn, womöglich keines natürlichen Todes. Folgende Verfahrensgegenstände sollten im Prozess gegen Kunz verhandelt werden:
- Beihilfe zum Mord an 430.000 Menschen im Vernichtungslager in Belzec
- Eigenhändige Ermordung von acht Menschen
- Ermordung von zwei Menschen